# Hurtsmile (Album)
Hurtsmile ist das Debütalbum der gleichnamigen US-amerikanischen Band Hurtsmile des Extreme-Sängers Gary Cherone.

## Hintergrund
Die Band Hurtsmile wurde 2007 von Gary Cherone und dessen Bruder Mark gegründet. Die Gruppe nahm einige Demos auf, die sie im Internet veröffentlichte. Das Projekt wurde jedoch auf Eis gelegt, als die Mitglieder der Band Extreme sich entschlossen, einen Comebackversuch zu unternehmen. Nach der Veröffentlichung des Albums Saudades de Rock und der anschließenden Tournee nahm Extreme-Gitarrist Nuno Bettencourt ein Angebot der Sängerin Rihanna an und begleitete sie auf ihrer Tournee. Dadurch gewann Gary Cherone wieder Zeit, sich um Hurtsmile zu kümmern, und die Band ging ins Studio, um ein vollständiges Album zu produzieren.

## Veröffentlichung
Das Album wurde in Europa im Januar 2011 und in den Vereinigten Staaten im Februar 2011 veröffentlicht. Es enthält zwölf Titel mit einer Gesamtlaufzeit von knapp fünfzig Minuten.
Cover
Das Cover zeigt vor einem schwarzen Hintergrund einen Schlagring, in dessen vier Fingeröffnungen sich die Buchstaben H, U, R und T befinden. In der darunter befindlichen großen Öffnung sind Zähne wie aus einem lachenden oder grinsenden Mund zu sehen, darunter befindet sich das Wort „Smile“.

## Rezeption
Rocks vergab für Hurtsmile vier von sechs möglichen Punkten und schrieb unter der Überschrift Vielseitigkeit ist Trumpf:

„Der anfangs vornehmlich grobkörnige Rock’n’Roll (Stillborn, Just War Theory) wird im zweiten Teil durch eine Prise federleichten Reggae und etwas Queen-Bombast aufgebrochen. Die Highlights kommen am Schluss: Der einige Haken schlagende Rocker Slave, das vielschichtige Beyond The Garden – Kicking Against The Goads, das an Zeppelins Akustik-Periode erinnernde Jesus Would You Meet Me und die emotionale Erzählung The Murder Of Daniel Faulkner zeugen von Cherones musikalischer Vielseitigkeit.“

## Titelliste
1. Just War Theory – Cherone, Cherone – 2:41
2. Stillborn – Cherone, Cherone – 3:51
3. Love Thy Neighbor – Cherone, Cherone – 3:42
4. Kaffur (Infidel) – Cherone, Cherone – 4:28
5. Painter Paint – Cherone, Cherone – 2:30
6. Tolerance Song – Cherone, Cherone – 3:23
7. Set Me Free – Cherone, Cherone – 4:18
8. Jesus Would You Meet Me – Cherone, Cherone – 3:15
9. Slave – Cherone, Cherone – 5:18
10. Beyond the Garden/Kicking Against the Goads – Cherone, Cherone – 6:25
11. Just War Reprise – 	Cherone – 4:19
12. The Murder of Daniel Faulkner (4699) – Cherone – 5:34